# Caroline Demmer
Caroline Friederike Wilhelmine Demmer geb. Krüger (* 12. Februar 1764 in Berlin; † 14. April 1813 in Wien) war eine deutsch-österreichische Schauspielerin und Sängerin.

## Leben
Caroline Krüger war die Schwester des Schauspielers Karl Friedrich Krüger (1765–1828) und begann ihre Theaterlaufbahn bereits 1779, mit 15 Jahren. 1786/87 war sie bei Joseph Bellomo in Weimar engagiert, 1788/89 bei Gustav Friedrich Großmann, dann bei der Dietrichschen Gesellschaft, wo sie den aus Köln stammenden Sänger und Schauspieler Carl Demmer heiratete.
Am 16. November 1790 schrieb sie aus Düsseldorf an Hofkammerrat Franz Kirms in Weimar und bewarb sich erneut um ein dortiges Engagement. Dabei erwähnte sie: „Doch muß ich Ihnen noch vorher sagen daß ich mich… verändert und den Bruder des Herrn Demmer welcher zu der Zeit mit mir in Weimar war geheirathet habe. Mein Mann ist erster Tenorist und spielt im Lustspiel erste auch zweite junge Liebhaber…, er hat eine sehr angenehme Stimme und ist fest musikalisch.“ Am selben Tag bewarb sie sich erneut bei Großmann, dem sie gleichfalls mitteilte: „Ich habe mich unterdeß verheirathet, mein Mann ist erster Tenorist, und spielt auch Liebhaber im Lustspiel, mein Bruder ist auch mit uns zusammen.“
Zusammen mit ihrem Mann kam sie am 4. Februar 1791 nach Weimar ans dortige Hoftheater, wo sie von Goethe und Schiller gefördert wurde. Im April/Mai 1794 gingen beide nach Frankfurt am Main, wo sich speziell Carl Demmer großer Beliebtheit erfreute. Goethes Mutter erwähnt ihn in mehreren Briefen an ihren Sohn.
Im Frühjahr 1804 nahmen beide schließlich ein Engagement am Theater an der Wien an und reisten von Frankfurt über Regensburg, wo sie am 7. März eintrafen, nach Wien. Caroline Demmer debütierte dort am 8. August 1804 im Theater am Kärntnertor als Frau von Duval im Lustspiel Viktorine oder Wohlthun trägt Zinsen von Friedrich Ludwig Schröder.
1813 wohnte die Familie auf der Laimgrube Nr. 26, mithin in einer Dienstwohnung des Theaters an der Wien, wo Caroline Demmer am 14. April 1813 im Alter von 49 Jahren „an der Lungensucht“ (Tuberkulose) verstarb.

## Familie
Der Ehe von Carl und Caroline Demmer entstammen zahlreiche bedeutende Wiener Schauspielerinnen und Schauspieler, darunter
- Friedrich Demmer (* 1785 in Berlin; † 15. April 1838 in Mariahilf bei Wien), vom September 1829 bis 1834 als Sänger, dann bis zu seinem Ableben als Oberregisseur des k. k. Hofoperntheaters tätig,
- Jeannette Schmidt geb. Demmer (* 5. April 1794 in Weimar; † 14. März 1862 in Wien),[8]
- Josefine Scutta geb. Demmer (* 19. September 1795 in Frankfurt am Main; † 22. Dezember 1863 in Wien), Gattin von Andreas Scutta, beide Ehegatten als Bühnenkollegen von Johann Nestroy und Wenzel Scholz bekannt geworden,
- Thekla Demmer, verehelichte Kneisel (* 1802 in Frankfurt am Main; † 23. August 1832 in Wien), ebenfalls Bühnenpartnerin Nestroys sowie Ferdinand Raimunds.